# Spione Undercover – Eine wilde Verwandlung
Spione Undercover – Eine wilde Verwandlung (Originaltitel: Spies in Disguise) ist ein amerikanischer computeranimierter Spionage-Comedy-Film aus dem Jahr 2019, der von den Blue Sky Studios produziert und von 20th Century Fox vertrieben wird. Der Film basiert lose auf dem 2009 animierten Kurzfilm Pigeon: Impossible von Lucas Martell und wurde von Troy Quane und Nick Bruno (in ihren Regiedebüts) nach einem Drehbuch von Brad Copeland und Lloyd Taylor sowie einer Geschichte von Cindy Davis gedreht. Es spielt die Stimmen von Will Smith und Tom Holland neben Rashida Jones, Ben Mendelsohn, Reba McEntire, Rachel Brosnahan, Karen Gillan, DJ Khaled und Masi Oka in Nebenrollen.

## Handlung
Man kann sagen, dass der Superspion Lance Sterling und der Wissenschaftler Walter Beckett nichts miteinander zu tun haben: Lance ist entspannt, höflich und ritterlich. Walter das Gegenteil. Was Walter an sozialen Fähigkeiten fehlt, gleicht er mit einer Extraportion Einfallsreichtum und Erfindungsreichtum aus und schafft faszinierende Geräte, die Lance für seine epischen Missionen verwendet. Aber wenn die Ereignisse mit einer unerwarteten Wendung überraschen, müssen Walter und Lance sich gegenseitig vertrauen ... Und die ganze Welt wird in Gefahr sein.

## Produktion und Veröffentlichung
Am 9. Oktober 2017 wurde bekannt gegeben, dass die Entwicklung eines Films auf der Grundlage des animierten Kurzfilms Pigeon: Impossible (2009) im Gange ist. Will Smith und Tom Holland sollen die Hauptfiguren aussprechen.
Im Oktober 2018 kamen Ben Mendelsohn, Karen Gillan, Rashida Jones, DJ Khaled und Masi Oka hinzu. Im Juli 2019 traten Reba McEntire und Rachel Brosnahan der Besetzung bei. und im September 2019 wurde auch Carla Jimenez hinzugefügt.
Der Film sollte ursprünglich am 18. Januar 2019 von 20th Century Fox veröffentlicht werden. Der Film wurde auf den 19. April 2019 und dann auf den 13. September 2019 verschoben.
Spione Undercover – Eine wilde Verwandlung ist die erste Veröffentlichung von Blue Sky Studios als Einheit der Walt Disney Company nach der Übernahme von Fox. Auf diese Weise können Ticketkäufe für Disney Movie Insiders-Punkte in den USA berechtigt sein.

## Synchronisation
Die deutsche Synchronisation entstand nach einem Dialogbuch von Marius Clarén unter seiner Dialogregie im Auftrag der FFS Film- & Fernseh-Synchron GmbH.
| Rolle            | Englischer Sprecher | Deutscher Sprecher |
| ---------------- | ------------------- | ------------------ |
| Lance Sterling   | Will Smith          | Steven Gätjen      |
| Walter Beckett   | Tom Holland         | Jannik Schümann    |
| Ears             | DJ Khaled           | Daniel Zillmann    |
| Eyes             | Karen Gillan        | Mia Diekow         |
| Frieda / Joyless | Reba McEntire       | Anke Reitzenstein  |
| Katsu Kimura     | Masi Oka            | Manuel Straube     |
| Killian          | Ben Mendelsohn      | Torsten Michaelis  |
| Marcy Kappel     | Rashida Jones       | Stephanie Stumph   |
| Walter (jung)    | Jarrett Bruno       | Tom Hasper         |
| Wendy Beckett    | Rachel Brosnahan    | Katrin Zimmermann  |

## Rezeption

### Kritiken
Auf der Website Rotten Tomatoes des Bewertungsaggregators hat der Film eine Zustimmungsrate von 75 %, basierend auf 118 Bewertungen und einer durchschnittlichen Bewertung von 6,5 / 10. Der kritische Konsens der Website lautet: "Spies in Disguise ist ein fröhlich anspruchsloses, animiertes Abenteuer, das durch seine Sprachausgabe noch verstärkt wird. Es ist lustig, schnelllebig und familienfreundlich genug, um zufrieden zu stellen."

### Auszeichnungen
Saturn-Award-Verleihung 2021
- Nominierung als Bester Animationsfilm